# Samo
Samo, um franco, foi rei da Boêmia entre 623 e 658. O seu reinado é considerado um momento iniciador na história da República Tcheca e da Eslováquia.
Segundo o pseudo Fredegário, Samo era um franco nascido no Pagus Senonacus (região de Sens) que comercializava com as tribos eslavas. Estes eram oprimidos pelos ávaros que os reduziam à escravidão e capturavam sua esposas e filhas como concubinas, e o escolheram como rei a fim de organizar sua defesa. Ele criou na Morávia o primeiro estado eslavo, tendo como extensão geográfica a Morávia, a Eslováquia, a Baixa Áustria e a Caríntia sob sua coroa. Samo reinou durante 35 anos com sucesso sobre esses povos, que graças à sua bravura e aos seus conselhos sempre triunfavam sobre os invasores.
Samo teve 12 esposas e ao morrer deixou 22 filhos e 15 filhas. Depois disso, seu estado desapareceu sem deixar traço.

## Reinado
Durante seu reinado, Samo foi não somente confrontado pelos ávaros mas igualmente pelo Império Franco. O Rei Dagoberto I também foi derrotado por Samo em 631 em Wogastisburg (a localização exata dessa fortificação não é conhecida). Os limites territoriais do reino de Samo são pouco conhecidos mas sem dúvida ultrapassavam as fronteiras atuais da República Tcheca.

## Fonte
- Fredegário
- Crônica dos Tempos Merovíngios. Années 623 630 et 632 Editeur BREPOLS Turnout (Bélgica), 2001 ISBN 2-503-51151-1